# Gangapraspur
Gangapraspur (nepalski: गंगापरस्पुर) – gaun wikas samiti w zachodniej części Nepalu w strefie Rapti w dystrykcie Dang Deokhuri. Według nepalskiego spisu powszechnego z 2001 roku liczył on 1497 gospodarstw domowych i 9611 mieszkańców (4776 kobiet i 4835 mężczyzn).